# Mi corazón es tuyo
Mi corazón es tuyo (Mon cœur est à toi) est une telenovela mexicaine diffusée en 2014-2015 sur Canal de las Estrellas. Il s'agit d'une adaptation de la série télévisée espagnole Ana y los 7 et adapté au Mexique par Alejandro Pohlenz, Marcia del Río et Pablo Ferrer.

## Synopsis
Fernando Lascurain, un riche homme d'affaires et récemment veuf avec sept enfants turbulents, cherche une nouvelle gouvernante pour eux. Il embauche Ana, en réalité une danseuse exotique en difficulté. Alors qu'il tombe amoureux d'elle, elle tente de garder secrète sa double vie.

## Distribution
- Silvia Navarro : Ana Leal[3]
- Jorge Salinas : Fernando Lascuráin Borbolla[4]
- Mayrín Villanueva : Isabela Vázquez De Castro
- Adrián Uribe : Juan "Johnny" Gutiérrez
- Carmen Salinas : Yolanda De Castro Vda. de Vázquez
- Paulina Goto : Estefanía "Fanny" Lascuráin Diez
- Pablo Montero : Diego Lascuráin Borbolla
- Rafael Inclán : Don Nicolás Lascuráin
- Ernesto Gómez Cruz
- Lisardo : Enrique
- Polo Morín : Fernando "Nando" Lascuráin Diez
- Karla Gómez : Estefanía Diez de Lascuráin
- Emilio Osorio : Sebastián Lascuráin Diez
- Fabiola Campomanes : Jennifer Rodríguez
- Juan Pablo Gil : León[5]
- René Casados : Bruno
- Beatriz Morayra : Manuela
- Raúl Buenfil : Don Doroteo
- Isidora Vives : Alicia Lascuráin Diez
- José Pablo Alanís : Guillermo "Guille" Lascuráin Diez
- Manuel Alanís : Alejandro "Alex" Lascuráin Diez
- Isabella Tena : Luz Lascuráin Diez
- Adalberto Parra
- Alex de la Torre : Jaime
- Eduardo Liñan
- Carmen Amezcua
- Juan Antonio Edwards
- Susana Lozano
- Rafael del Villar
- Gabriela Goldsmith
- Luis Gatica
- Roberto Blandon
- Valentina Cuenca

## Diffusion internationale
| Pays       | Chaîne                 | Titre              | Série première  | Série finale  |
| ---------- | ---------------------- | ------------------ | --------------- | ------------- |
| Mexique    | Canal de las Estrellas | Mi corazón es tuyo | 30 juin 2014    | 1er mars 2015 |
| États-Unis | Univision              | Mi corazón es tuyo | 21 juillet 2014 |               |
| Venezuela  | Venevisión             | Mi corazón es tuyo | 12 août 2014    |               |
| Brésil     | SBT                    | Meu Coração é Teu  | 29 février 2016 |               |

## Autres versions
- Ana y los 7 (2002-2005), faite par TVE.